# Saint-Franc
Saint-Franc – miejscowość i gmina we Francji, w regionie Owernia-Rodan-Alpy, w departamencie Sabaudia.
Według danych na rok 1990 gminę zamieszkiwało 121 osób, a gęstość zaludnienia wynosiła 17 osób/km² (wśród 2880 gmin regionu Rodan-Alpy Saint-Franc plasuje się na 1500. miejscu pod względem liczby ludności, natomiast pod względem powierzchni na miejscu 1349.).

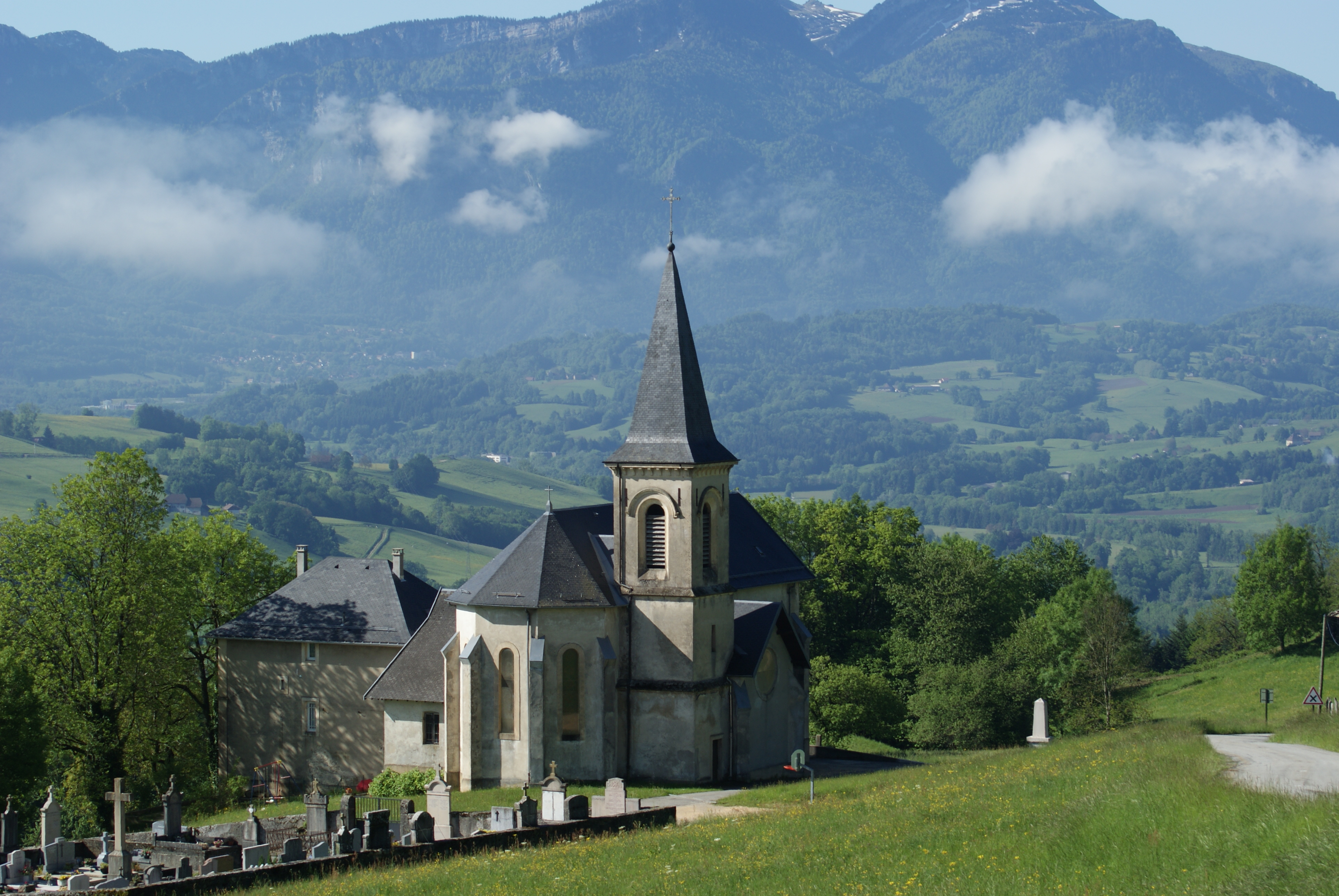
Kościół w Saint-Franc, 2009